# Micaela Schäfer
Pour les articles homonymes, voir Schäfer.
Micaela Schäfer, née le 1er novembre 1983 à Leipzig, est une actrice et mannequin allemande.

## Filmographie
- 2007 : R.I.S. - Die Sprache der Toten (série télévisée) : le modèle
- 2010 : Der Kriminalist (série télévisée) : la policière
- 2014 : Seed 2 : une victime
- 2014 : La Petite Mort II : Jade Maxime
- 2014 : Ohne Konsequenz (court métrage) : Rosie
- 2015 : Kitz'n'Glamour Party 2015 (court métrage)
- 2015 : Hi Society (série télévisée)
- 2015 : Freizeit TV Tirol (série télévisée)
- 2015 : Look Who's Back : Micaela Schäfer
- 2015 : Casting of Death (court métrage) : Anna
- 2015 : Tot oder Lebendig
- 2016 : Euro Kings : Cutie
- 2016 : EuroClub : Cutie
- 2017 : Ich liebe einen Promi (série télévisée)
- 2017 : Alerte Cobra (série télévisée) : Oksana Beutler
- 2018 : Skin Creepers : Micaela
- 2019 : Secrecy
- 2019 : Breakdown Forest - Reise in den Abgrund : Samira Ribbeck
- 2019 : Sky Sharks : Amazone